# Bibliophile Princess
Bibliophile Princess (яп. 虫かぶり姫 Мусикабури-химэ, «Принцесса-книголюб») — ранобэ авторства Юи с иллюстрациями Сацуки Сиины. История изначально публиковалась на сайте любительских публикаций Shōsetsuka ni Narō с сентября 2015 года по январь 2022 года. Права на публикацию позже были приобретены издательством Ichijinsha, выпустившим её в виде семи томов с июля 2016 года под лейблом Iris NEO. История была также адаптирована в виде манги Юи Кикутой, выпускаемой в журнале Monthly Comic Zero Sum с августа 2018 года, и аниме-сериала студии Madhouse, чей премьерный показ состоялся в октябре 2022 года.

## Сюжет
Элиану Бернштайн за уши не оторвёшь от книг, как, впрочем, и всех в её семье. Им бы ничего больше не делать, а только проводить все дни за чтением. Но так вышло, что их семья является аристократами, а сама Элиана была избрана с детства в невесты наследному принцу страны Кристоферу. Впрочем, в последнее время по дворцу начали ходить слухи, что принц увлёкся дочерью барона и, возможно, сменит невесту.
Правда, Элиана ещё не знает, насколько полезна для страны страсть её семьи к чтению, и ещё не осознает, что сама успела влюбиться в принца. Её случайные комментарии приводят порой к масштабной работе для Кристофера и его помощников, помогающей улучшить жизнь в королевстве.

## Персонажи
- Элиана Бернштайн (яп. エリアーナ・ベルンシュタイン Эриа:на Бэрунсютаин) — главная героиня истории, невеста наследного принца, обожающая книги настолько, что всё остальное в жизни она оценивает только по тому, сколько времени оно отнимает у неё от чтения, даже на помолвку с принцем в начале она согласилась лишь из-за доступа к королевской библиотеке и архиву. Элиана во многом похожа на большинство сёдзё-героинь, которые не понимают, что в них нашёл обворожительный принц, но в отличие от них она не переживает об этом[2][3]. В своих действиях Элиана обычно пассивна, интересуясь только чтением книг, но не применением полученных из них знаний[3][4]. Даже осознав свою любовь к принцу, она не меняется, чтобы соответствовать ему, а продолжает оставаться собой, точно зная, чего она хочет в жизни[2].

Сэйю: Рэйна Уэда
- Кристофер Селкирк Ашлард (яп. クリストファー・セルカーク・アッシェラルド Курисутофа: Сэрука:ку Ассэрарудо) — наследный принц и жених Элианы, с детства влюблённый в неё. Он отлично понимает свою невесту и делает всё, чтобы общество приняло её как будущую королеву, но при этом девушка могла как можно больше времени проводить за своим любимым чтением. Но из-за того, что он так сильно опекает её, Элеонора долгое время считала, что она временная «удобная» невеста, пока он не найдёт настоящую[3][4].

Сэйю: Рёхэй Кимура
- Алексей Штрассер (яп. アレクセイ・シュトラッサー Арэкусэй Сюторасса:) — холодный и неприступный друг принца, которому пророчат будущее в роли премьер-министра.

Сэйю: Коки Утияма
- Грен Айсенах (яп. グレン・アイゼナッハ Гурэн Айдзэнахха) — рыцарь, охранник и один из друзей принца.

Сэйю: Юма Утида
- Теодор Уоррен Ашлард (яп. テオドール・ウォーレン・アッシェラルド Таодо:ру Во:рэн Ассэрарудо) — младший брат короля, занимающий пост главного библиотекаря в замке.

Сэйю: Ватару Хатано

## Медиа

### Ранобэ
Изначальная история была написана Юи и публиковалась с 13 сентября 2015 года по 23 января 2022 года на сайте любительских публикаций Shōsetsuka ni Narō. Права на её печать были приобретены издательством Ichijinsha. Первый том вышел под лейблом Iris NEO 1 июля 2016 года. На октябрь 2022 года выпущено 7 томов.
Книги были переведены на английский и издаются в Северной Америке J-Novel Club.

#### Список томов
| № | Заглавие                                              | Дата публикации | ISBN                   |
| - | ----------------------------------------------------- | --------------- | ---------------------- |
| 1 | Bibliophile Princess 虫かぶり姫                       | 1 июля 2016     | ISBN 978-4-75-804848-4 |
| 2 | The Flower Protector 花守り虫と祈りを捧げる使者       | 2 февраля 2017  | ISBN 978-4-75-804912-2 |
| 3 | The Butterflies' Dance 蝶々たちの踊る聖夜の祝宴       | 2 августа 2017  | ISBN 978-4-75-804975-7 |
| 4 | Awaiting and Wishing 春を待つ虫、琥珀の願             | 2 августа 2018  | ISBN 978-4-75-809086-5 |
| 5 | Dreaming of Winter's End 冬下虫の見る夢、決別の目覚め | 2 июля 2019     | ISBN 978-4-75-809185-5 |
| 6 | 冬下虫の蠢動、光の道標                                | 2 февраля 2022  | ISBN 978-4-75-809435-1 |
| 7 | 青天の羅針盤と春告げ鳥                                | 4 октября 2022  | ISBN 978-4-75-809496-2 |

### Манга
Манга-адаптация истории была нарисована Юи Кикутой. Её выпуск начался 28 августа 2018 года в журнале Monthly Comic Zero Sum издательства Ichijinsha. Первый танкобон вышел 25 апреля 2019 года. По состоянию на февраль 2022 года всего вышло 6 танкобонов.
Манга была приобретена для публикации на английском языке в Северной Америке компанией J-Novel Club.
| № | Дата публикации | ISBN                   |
| - | --------------- | ---------------------- |
| 1 | 25 апреля 2019  | ISBN 978-4-7580-3432-6 |
| 2 | 25 октября 2019 | ISBN 978-4-7580-3466-1 |
| 3 | 25 апреля 2020  | ISBN 978-4-7580-3504-0 |
| 4 | 30 ноября 2020  | ISBN 978-4-7580-3564-4 |
| 5 | 31 мая 2021     | ISBN 978-4-7580-3611-5 |
| 6 | 28 февраля 2022 | ISBN 978-4-7580-3718-1 |

### Аниме
28 января 2022 года был анонсирован выпуск аниме-сериала студией Madhouse. Его режиссёром стал Таро Ивасаки, сценаристом — Мицутака Хирота, дизайнером персонажей Мидзука Такахаси, а композиторами — Юко Фукусима и Томотака Осуми Премьерный показ сериала начался 6 октября 2022 года на телеканалах AT-X, Tokyo MX, Kansai TV и BS NTV Начальной композицией сериала является «Prologue», исполненная Юкой Игути, тогда как завершающей — Kawabyōshi (яп. 革表紙, «Кожаный переплёт») Каситаро Ито.
Сериал лицензирован Sentai Filmworks и транслируется на стриминговом сервисе HIDIVE.

## Критика
История Элианы соответствует многим шаблонам сёдзё, но взвешенность и наличие увлечения книгами позволяет героине оставаться собой, что выделяет её среди других. Иллюстрации Сацуки Сиины к ранобэ выполнены в стиле, близком к произведениями сёдзё 1970—1980-х годов, особенно это заметно в образе героини и её кудряшках.
Рисунок манги выполнен в схожем к иллюстрациям ранобэ стиле. В этой версии истории образ главной героини более эмоционален, что обусловлено большей визуальностью формата. Стиль аниме также старается следовать за иллюстрациями книг, сохраняя сказочную нежность сёдзё.
Многие критики отметили общую пассивность характера главной героини и отсутствие у неё какой-то цели и стремления в жизни, кроме бесконечной страсти к чтению.